# ۵-نیترو-۲-پروپوکسی آنیلین
۵-نیترو-۲-پروپوکسی آنیلین  (به انگلیسی: 5-Nitro-2-propoxyaniline) با فرمول شیمیایی C9H12N2O3 یک ترکیب شیمیایی با شناسه پاب‌کم 7966 است. که جرم مولی آن ۱۹۶٫۲۱ گرم بر مول می‌باشد. 